# Coccoïdeus
|  | No s'ha de confondre amb Porquet de Sant Antoni, que en castellà es diu «cochinilla».. |

Els coccoïdeus (Coccoidea) són una superfamília d'insectes hemípters dels subordre dels esternorrincs, que inclou les cotxinilles o caparretes. Hi ha unes 8.000 espècies. Normalment tenen el cos protegit per un recobriment de substàncies ceroses i pulverulentes, i algunes tenen el tegument endurit. Algunes espècies són paràsites d'espècies agrícoles o de jardineria, ja que xuclen la saba de diversos arbres, entre els quals els cítrics i les oliveres. La serpeta (Lepidosaphes ulmi) també és una cotxinilla que ataca els fruiters.
La cotxinilla anomenada Coctus cacti viu sobre la figuera de moro o nopal, del qual s'obté una matèria colorant vermella molt utilitzada fa segles i també en menor mesura en l'actualitat.
Les femelles, de forma inusual entre els hemípters, presenten el fenomen de la neotènia retenint la morfologia externa immadura fins a la maduresa sexual. Els mascles adults tenen ales però no s'alimenten i moren en un dia o dos. Els mascles adults, també inusualment dins dels hemípters, tenen un sol parell d'ales i semblen dípters. El sistema de reproducció varia considerablement dins del grup incloent hermafroditisme i almenys set formes de partenogènesi.

## Principals famílies
- Margarodidae
- Diaspididae
- Dactylopiidae
- Kerriidae
- Lacciferidae
- Coccidae
- Asterolecaniidae
- Pseudococcidae
- Eriococcidae

Un nombre d'altres famílies només es coneixen per fòssils, incloent-hi Arnoldidae, Electrococcidae, Grimaldiellidae, Grohnidae, Hammanococcidae, Inkaidae, Jersicoccidae, Kukaspididae, Labiococcidae, Lebanococcidae, Lithuanicoccidae, Pennygullaniidae, Serafinidae i Weitschatidae.

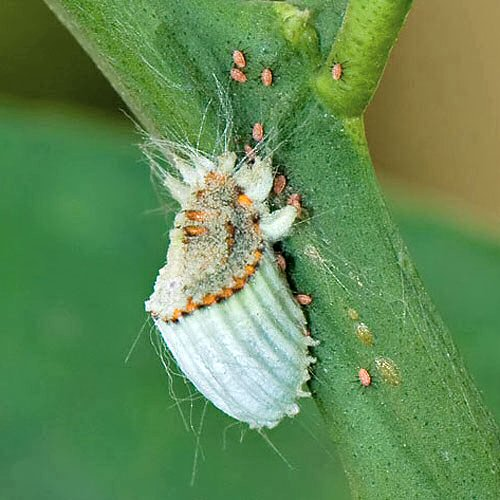
Una femella de Icerya purchasi Maskell
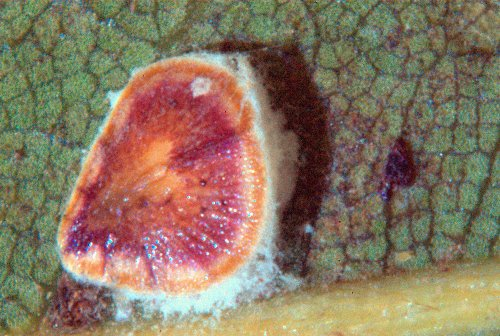
Cotxinilla en una fulla de llorer